# Lucinoma aequalis
Lucinoma  aequalis is een tweekleppigensoort uit de familie van de Lucinidae. De wetenschappelijke naam van de soort werd in 1931 voor het eerst geldig gepubliceerd door Johannes Thiele als Phacoides aequalis.